# Отношения между Киргизстан и Русия
През 1936 г. Киргизстан получава статут на съюзна република – Киргизка съветска социалистическа република. След разпадането на СССР през декември 1991 г. продължават да се развиват близките отношения между бившите съюзни съветски републики Русия и Киргизстан.

## История
Вследствие на финансовата криза, която разтърсва региона през 1998 г., има прекъсване на икономическия растеж в Киргизстан. Икономическата криза довежда до сложни ситуации, а атаките от 11 септември 2001 г. в САЩ позволяват на 2-те страни-съперници – Русия и САЩ, да получат разрешение да установят военни бази на територията на Киргизстан.
Русия открива няколко бази – авиобаза Кант, център за оръжейни тестове за борба с подводници (разположен в Каракол, на брега на езерото Исък Кул), реактивира радарна станция в района на Чу и поддържа военен гарнизон от 700 руски войници.

### Революцията на лалетата
Русия оказва силно влияние върху политическия живот в Киргизстан през този период. След Революцията на лалетата от 2005 г., при която е свален президентът Аскар Акаев и е избран Курманбек Бакиев, отношенията между страните търпят възходи и падения.

### Зависимост
Във външнополитически план, както и във вътрешен Киргизстан е силно зависим от Русия, поради липсата на собствен добре подготвен елит и икономически причини. Русия е най-стабилният и стратегически партньор на Киргизстан и следи с постоянен интерес развитието на ситуациите там. Русия има пряка политическа намеса там, и дори влияе силно при президентските избори в страната. Отношенията между двете страни са в духа на Декларацията за вечно приятелство, съюз и партньорство.

### Партньорство
Русия е стратегически партньор на Киргизстан във всички сектори. Русия допринася за усвояването на 25% от износа на продукция на Киргизстан, както и спомага за създаването на хиляди работни места за нейното население, като в периода 2006 – 2012 г., търговските отношения между страните са се умножили петорно надвишавайки паричен поток от 1,4 милиарда долара. Русия е основен търговски партньор на Киргизстан.

### Стратегически обекти и интегриране
Русия разполага с военни бази, авиобаза, център за оръжейни тестове, радарна станция, изградени централи за производство на материали и енергия на територията на Киргизстан, и я подпомага в процеса на интеграция. Интеграцията на икономическата структура към тази на Русия е добре приета от Бишкек. Киргизстан е първият кандидат в Евроазиатския икоомически съюз (ЕИО), създаден от Русия, Казахстан и Беларус.

### Сътрудничество
Киргизстан е член в ОНД, като много силна позиция в Общност на независимите държави заема именно Русия. Това е регионална международна организация имаща за цел да регулира сътрудничеството между страните от състава на разпадналия се СССР.
Ключов елемент на киргизко-руските отношения е военното сътрудничество. Необходимостта от споразумения за укрепване на доверието във военната област и взаимно съкращаване на военните сили в граничните райони е довело до създаването на организация за тясно военно сътрудничество – ШОС. Сътрудничеството им в тази област съществува отдавна и се развива бързо и устойчиво. Настоящият президент на Киргизстан – Алмазбек Атамбаев, настоява за още по-голяма военна стабилност между двете страни и предлага създаването на „обединена руска база“, и заявява публично, че САЩ (основният опонент на Русия в международните отношения), трябва да напусне военновъздушната си база в Киргизстан след изтичането на договора за ползване през 2014 г.

### Общи организации на членство
- Общност на независимите държави (ОНД)
- Зона за свободна търговия (ЗСТ)
- Евразийска икономическа общност (ЕАИО)
- Организация на Централноазиатското сътрудничество (ЦАС)
- Организация на Договора за колективна сигурност
- Шанхайска организация за сътрудничество (ШОС)